# Ибрахим Кадрију
Ибрахим Кадрију (алб. Ibrahim Kadriu; Жегра, код Гњилана, 8. јануар 1945) је албански и југословенски књижевник и новинар.

## Биографија
Завршио је учитељску школу у Гњилану и универзитетске студије у Приштини. Од 1968. ради у новинарству, тридесетак година провео је у дневном листу Рилиндја (Препород), а десетак у дневнику ,,Зëри” (Глас), у којима је био слободни репортер и уредник културне рубрике. Објавио је преко 60 дела: збирки поезије и романа. Аутор је радио-драма и сценарија, међу којима и сценарија телевизијске серије и филма  “Фидани” (Пупољак), реализованог према свом роману ,,Након повратка”. Заступљен је у многим антологијама. Преведени су му циклуси поезије на енглески, италијански, францунски, немачки, арапски, турски, словеначки, итд. Роман “Qerrja e dritës”  (Кола светлости) о Мајци Терези, уврштен је у школски програм Министарства образовања Албаније. О делу Ибрахима Кадријуа писали су многи критичари, међу њима и на српском језику, др Владета Вуковић, Мираш Мартиновић, др Даница Андрејевић, др Зухди Дервиши, проф. филозофије Универзитета у Тирани и други. Године 2022. објавио је изабрана дела у десет томова.
Ибрахим Кадрију живи у Приштини, ожењен је Мевлудом, која је завршила Правни факултет и једно време радила као професор.  Има два сина. Старији Лиријон,  је професор универзитета, држи катедру за дизајн, млађи Ерлинд је кардиолог специјалиста, студије завршио на немачком и ради у Немачкој.

## Дела

### Најзначајнија дела
- Diçka po ndodh (Нешто се дешава), поезија,  1972,
- Hapësirë (Простор), поезија, 1977,
- Ethet e një dimri (Грозница једне зиме) роман, 1983,
- Zogjtë fluturojnë vetë (Птице лете саме), роман, 1986,
- Pastaj harrohet (После се заборави), поезија, 1989,
- Loja e fundit (Последња игра) роман, 1993,
- Spirale muzgu (Вечерње спирале), роман, 2002,
- Shtëpia e fantazmave (Кућа авети), роман, 2004,
- Frymëmarrje në shtjellë (Дисање у олуји), поезија, 2007,
- Kalorësi i Karadakut (Карадачки коњаник), роман, 2007,
- Në Vajhall I  dhe II (У Вајлаху I и У Вајлаху II), роман, 2008,
- Largësi të afërta (Блиске даљине), путописи из света, 2011,
- Kohë e djegur në bebza (Време запаљено у зеници), изабрана поерзија с предговором проф. др Антона Ник Берише, 2014,
- Karremi (Карем), роман, 2014,
- Kapercimi i ujit të madh (Прелаз преко велике воде), роман, 2014,
- Përtej binarëve (Преко пруге), роман, 2015,
- Kosova teatër (Позориште Косово), поезија, 2016,
- Misioni rus (Руска мисија), роман, 2016. и друга.

### Књиге о делу Ибрахима Кадриуа
- Fatmira Duraku “Pesha e fjalës” (Тежина речи), књига интервјуа, Fad, Приштина, 2013,
- Проф. др Mahmud Hysa: Polifonia e tekstit letrar të Ibrahim Kadriut (Полифонија књижевног текста Ибрахима Кадријуа), два издања, Libri shkollor (Школска књига), Приштина, 2012. и 2014,
- Проф. др Labinot Berisha : Qasje veprave të Ibrahim Kadriut (Увид у стваралаштво Ибрахима Кадријуа), Издавачка кућа "Beqir Musliu", Гњилане, 2015,

### Преведене књиге
1. “Копрена времена” (Veli i kohës), поезија на српскохрватском, Приштина, 1984.
2. “Лековит извор” (Kroi i ilaçit), роман на српскохрватском, Приштина, 1987.
3. “Na ramas timp pentru sarbatori” (S’mbet kohë për kremte) (Нема времена за славље), поезија на румунском, Букурешт, 2005.
4. “Dreni dhe Drenusha” (Дрен од Дренуша), двојезично, проза на норвешком и албанском, 10.000 примерака, Приштина, 2005.
5. “Народ је крив” (Populli është fajtor), књига поезије на црногорском, Подгорица, 2013,
6. “Gloria ortada” (Gloria në mes) (Глорија у средини), роман на турском, Истамбул, 2014.
7. “Tempo incenerito nelle puçille”, поезија на италијанском, Козенца, 2015.
8. “Klemenos horos” (Kohë e vjedhur) (Украдено време), поезија на грчком, Патра, Грчка, 2017.
9. “Korsningar” (Udhëkryqe) (Раскрсница), поезија на шведском, Борас, Шведска, 2019.
10. “Përtej binarëve”, (Преко пруге), роман на арапском, Оман, Јордан, 2020.
11. “Mission russe” (Руска мисија), роман на француском, Editions Baudelaire, Париз, 2021.
12. “La mort d’Anila” (Vdekja e Anilës) (Анилина смрт), роман на француском, St. Honore, Париз, 2021.
13. “Au dela des rails” (Përtej binarëve) (Преко пруге), роман на француском, St. Honore, Париз, 2021.
14. “Canele cu cratita" (Qeni me tenxhere) (Пас на ланцу), поема на румунском, Amanda Edit, Букурешт, 2021.
15. "La progenture du diable" (Pjella e dreqit) (Вражје рађање), роман на француском, St. Honore, Париз, 2022.

## Награде и признања
- Годишња награда Савеза књижевника Косова за роман „Kalorësi i Karadakut“ (Карадачки коњаник),[2]
- Годишња награда Имер Елшани за роман „Момак из времена Леке“[2],
- Новембарска награда Приштине[2],
- Награда „Штефан Ђечови“[2],
- Награда „Азем Шкрељи“ за роман Ђаволов пород[3],
- Албански романописац године, Тирана, 2012,